# Pelegrina huachuca
Pelegrina huachuca är en spindelart som beskrevs av Maekawa 1996. Pelegrina huachuca ingår i släktet Pelegrina och familjen hoppspindlar. Inga underarter finns listade i Catalogue of Life.